# Marcelo Teuber
Marcelo Alejandro Teuber Coser (Chuquicamata, 15 de agosto de 1984) es un exfutbolista chileno.

## Clubes
| Club                  | País  | Año       |
| --------------------- | ----- | --------- |
| Deportes Puerto Montt | Chile | 2004      |
| Instituto Nacional    | Chile | 2006      |
| Provincial Osorno     | Chile | 2007-2008 |
| Deportes Puerto Montt | Chile | 2009      |
| Unión San Felipe      | Chile | 2010-2011 |
| Naval                 | Chile | 2012-2013 |
| Curicó Unido          | Chile | 2013-2014 |

## Palmarés

### Campeonatos nacionales
| Título             | Club              | País  | Año  |
| ------------------ | ----------------- | ----- | ---- |
| Primera B de Chile | Provincial Osorno | Chile | 2007 |